# سهره سرسیاه آزور
سهره سرسیاه آزور یا گاوسهره آزور (نام علمی: Pyrrhula murina)، همچنین به عنوان گاوسهره سائو میگوئل، یا به زبان محلی پرتغالی به عنوان پریولو شناخته می‌شود، یک پرنده گنجشک‌سان در معرض تهدید از خانواده سهرگان راستین است. بومی جزیره سائو میگل در مجمع الجزایر آزور ماکرونزی در اقیانوس اطلس شمالی است.